# Digitális forradalom
A digitális forradalom a számítástechnikai és távközlési eszközök, a számítógép és a telefon árának, költségeinek csökkenésével, azok elterjedésével járó hatásokat leíró kifejezés. A folyamatokat jellemző technológiai és társadalmi változások közösen adnak választ az eszközök széles körű befogadásával felmerülő kérdésekre. A digitális forradalom szorosan kapcsolódik a harmadik ipari forradalom fogalmához, továbbá egyúttal a legutolsó, negyedik ipari forradalom előfutáraként is jellemezhető.

## Rövid történelmi múlt
Az újításokat megalapozó technológiát a 20. század második felében fejlesztették ki. Az áttörést gazdasági szempontból a széles körű elterjedéshez szükséges gazdaságos előállítás lehetőségének megjelenítése, a személyi számítógép kifejlesztése jelentette. Az áttörést informatikai és elektronikai szempontból a korábban használt analóg technológiát felváltó 0-ák és 1-ek kettes számrendszerbeli leképezési technológiája, a digitális technológia jelentette.
A digitális forradalom során lehetővé vált, hogy nem csak az újonnan rögzített információ, hanem üzenet hordozására és közvetítésére régebben kifejlesztett speciális tárgyak, könyvek, újságok, hanglemezek, hangkazetták, videókazetták tartalma multimédia alkalmazások segítségével digitális formátumúra alakíthatóvá, ezáltal többféle eszközön továbbra is tárolhatóvá és megjeleníthetővé váljanak.
A digitális forradalom továbbmutat a multimédia alkalmazásokon. Bármely adattartalom digitális másolatának hálózatra való kapcsolásával a digitális forradalom véget vet az előző generációk által ismert titok fogalmának. Ahogy a forradalom halad előre, az élet minden metszete rögzítődik és tárolódik valahol.

## Digitális kultúra
A digitális forradalom tekinthető alapvetően korunk digitális kultúrájához vezető művelődési fordulatként.

## Technológiai alapok
A digitális forradalmat a számítógépek, a személyi számítógépek, konkrétan a mikroprocesszor alapozta meg, egyenletesen növekvő teljesítményével (Moore-törvény), ami végül lehetővé tette a számítógépes technológia innovációinak széles körű elterjedését a mesterséges intelligenciától kezdve többek között a digitális kamerától az MP3 lejátszókon át az önvezető járművekig. Hasonlóan nagy horderejű lépés volt az adatátviteli technológia kifejlődése, többek között a számítógép-hálózatok, az internet, a mobiltelefonok és a digitális televíziózás elterjedése terén.

## Társadalmi, gazdasági hatások
A digitális forradalom gazdasági hatásai szerteágazóak. Az információs és kommunikációs technológia fejlődése a világ gazdaságát pár év alatt teljesen átformálta. Internet nélkül például a globalizáció, a multinacionális vállalatok térnyerése és az erőforrás kihelyezés sem lenne sikeres.

## Aggodalmak
Amíg a digitális forradalom rengeteg előnye ismert, különösen az információhoz való hozzáférés korábban elképzelhetetlen kiteljesedésének tekintetében, pár jelenség nyugtalanságra ad okot.
Azoknak, akik a 20. század második felében éltek, a digitális forradalom nem más, mint a tömegek ellenőrzése új korának a kezdete, ami rengeteg szabadságjogi és emberi jogi kérdést vet fel elsősorban az adatvédelem és az információs önrendelkezés terén.
A digitálisan tárolt adat másolási és terjesztési technikáinak megjelenése különösen a szerzői jogi oltalomhoz és a személyiségi jogokhoz kapcsolódó területeken okoznak problémát.